# Прюм
Прюм (нім. Prüm) — місто в Німеччині, розташоване в землі Рейнланд-Пфальц. Входить до складу району Бітбург-Прюм. Центр об'єднання громад Прюм.
Площа — 22,86 км2. Населення становить 5529 ос. (станом на 31 грудня 2020).

## Географія
Прюм лежить на річці Прюм (притока Зауер) на південно-східному кінці Шнайфель, висота якого становить 697 м. Прюм є однойменною назвою Прюмської синкліналі (нім. Prümer Kalkmulde), найбільшої з Ейфелевих вапняних синкліналей. 

## Історія
Дивіться основну статтю про колишній монастир міста Прюмське абатство. У 2005 році в місті кілька європейських країн підписали Прюмську конвенцію.
Дев'яносто два відсотки міста було зруйновано бомбардуваннями та наземними боями під час Другої світової війни. У 1949 році він знову зазнав руйнування через вибух на пагорбі Кальваріенберг, спричинений пожежею в підземному бункері для боєприпасів. Дванадцять людей загинули, 15 отримали поранення і 965 залишилися без даху над головою.

## Економіка та інфраструктура

### Економіка
Серед найбільших роботодавців у регіоні — MUH Arla, Stihl, Streif, Prüm-Türenwerk і Tesla Grohmann Automation. Головний офіс MUH Arla знаходиться в Пронсфельд, що за 10 кілометрів.

### Транспорт
З 1980 року неможливо було сісти на потяг до Прюма, за винятком вантажних поїздів, які курсували до кінця 1990-х років. У грудні 2000 року останній поїзд пройшов через Прюм, і це була особлива подія. З того часу залізничні колії розібрали.
Федеральне шосе B265 і B410 перетинаються в Прюмі, автобан A60 і B51 також проходять поблизу місто.
Прумська авіабаза розташована неподалік від Прюма та експлуатується ВВС США.

## Галерея

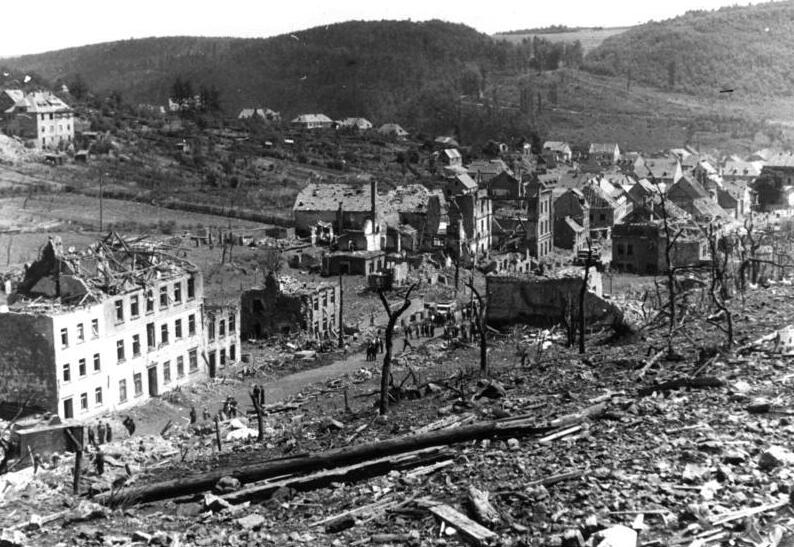
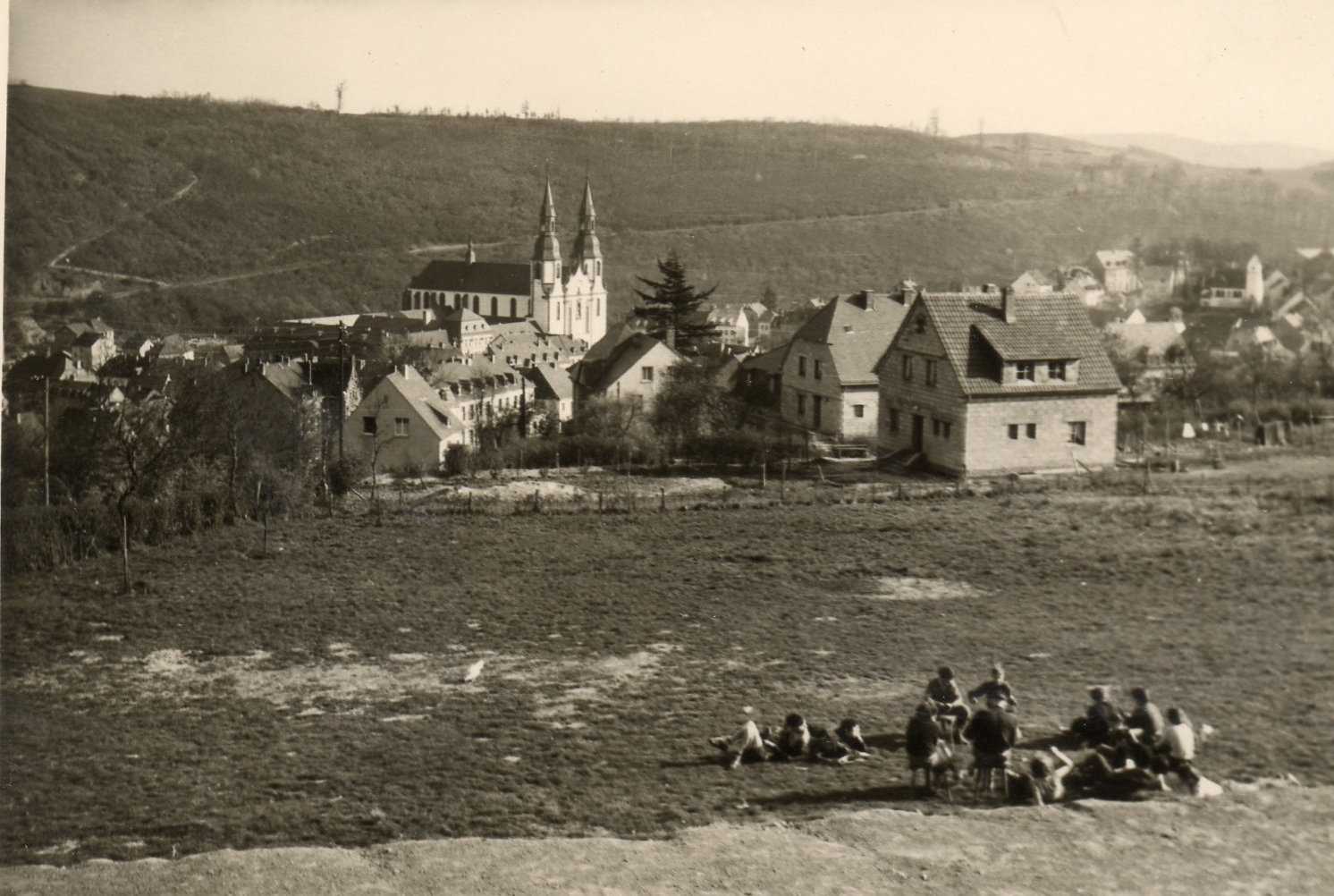
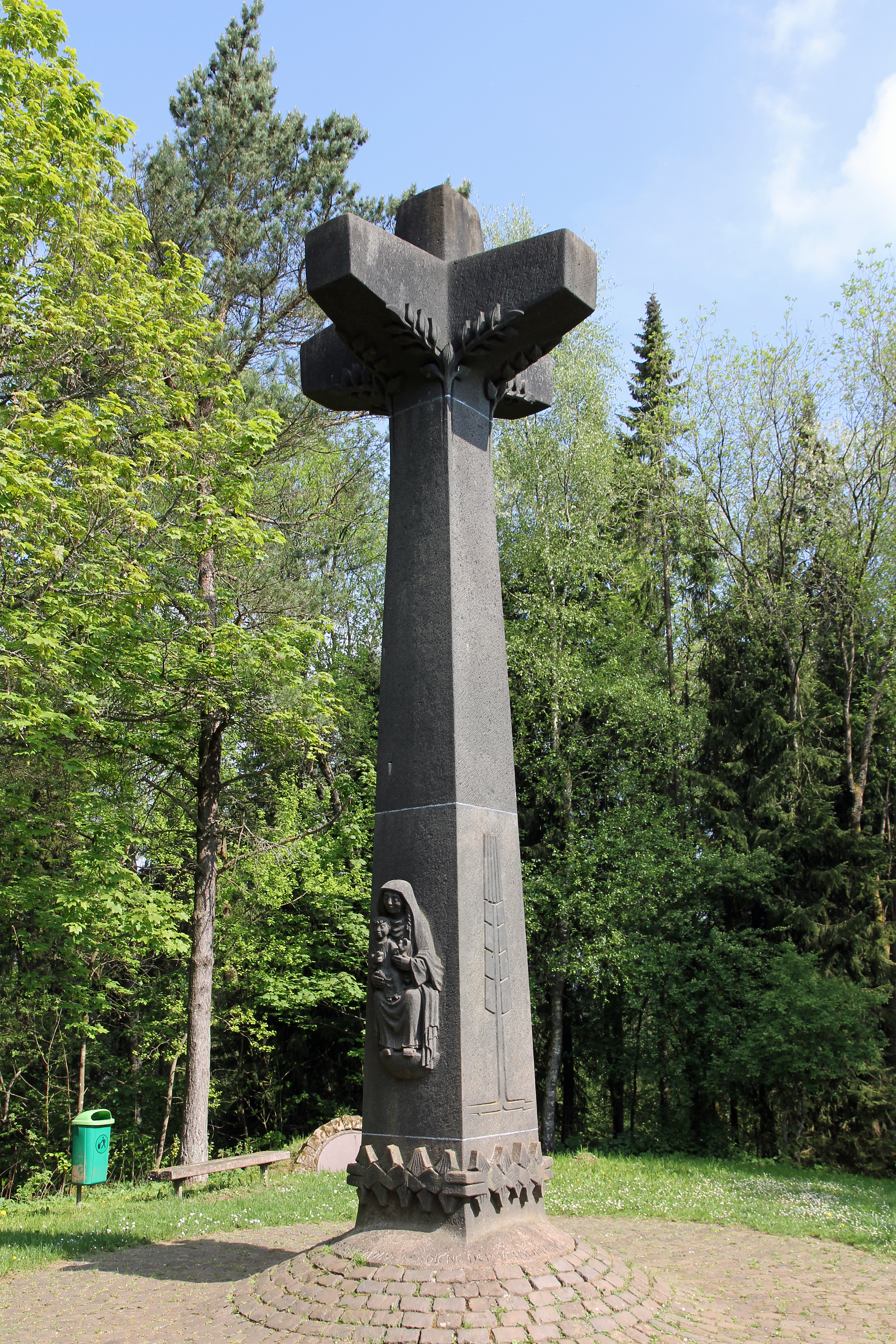
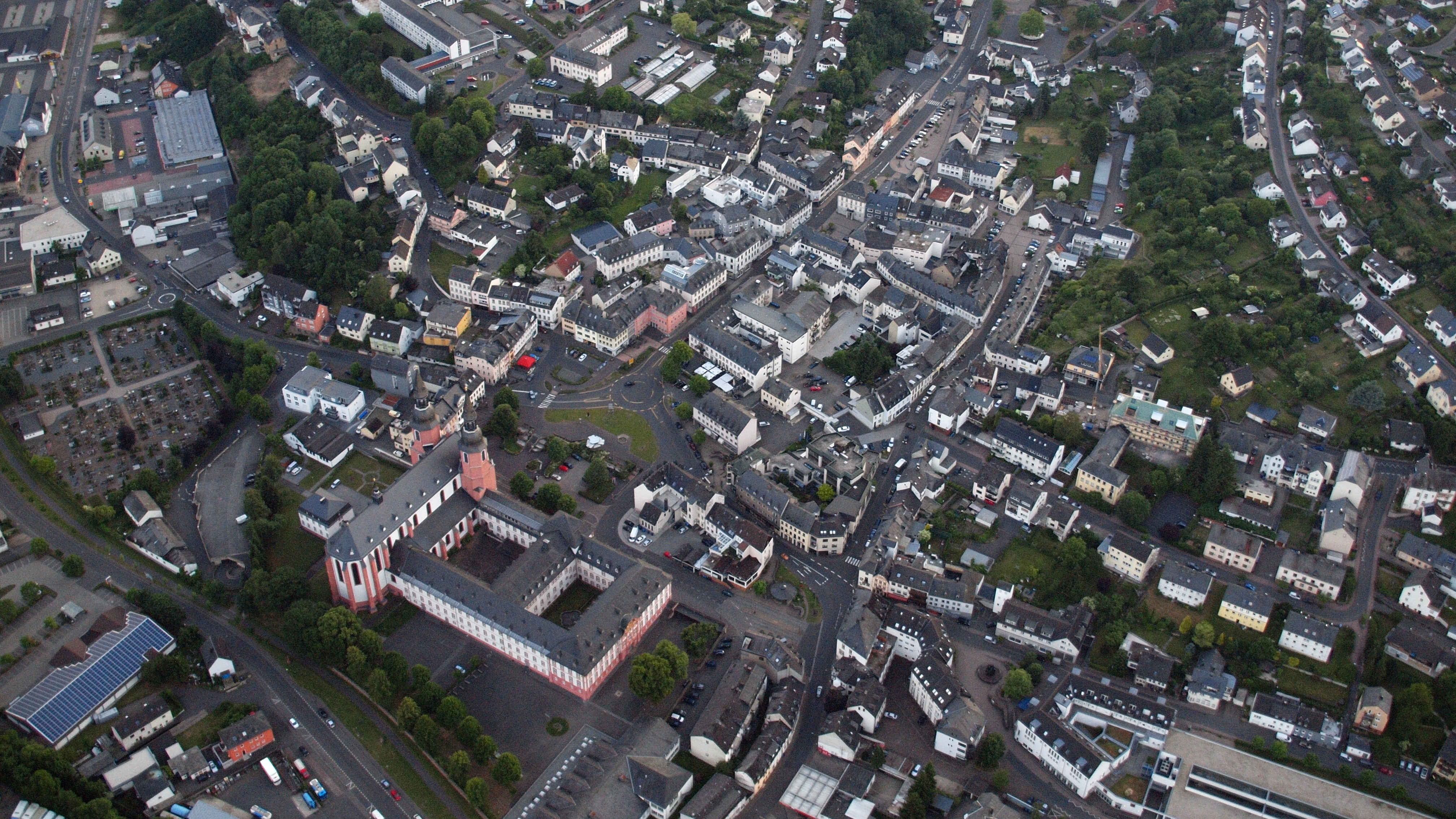
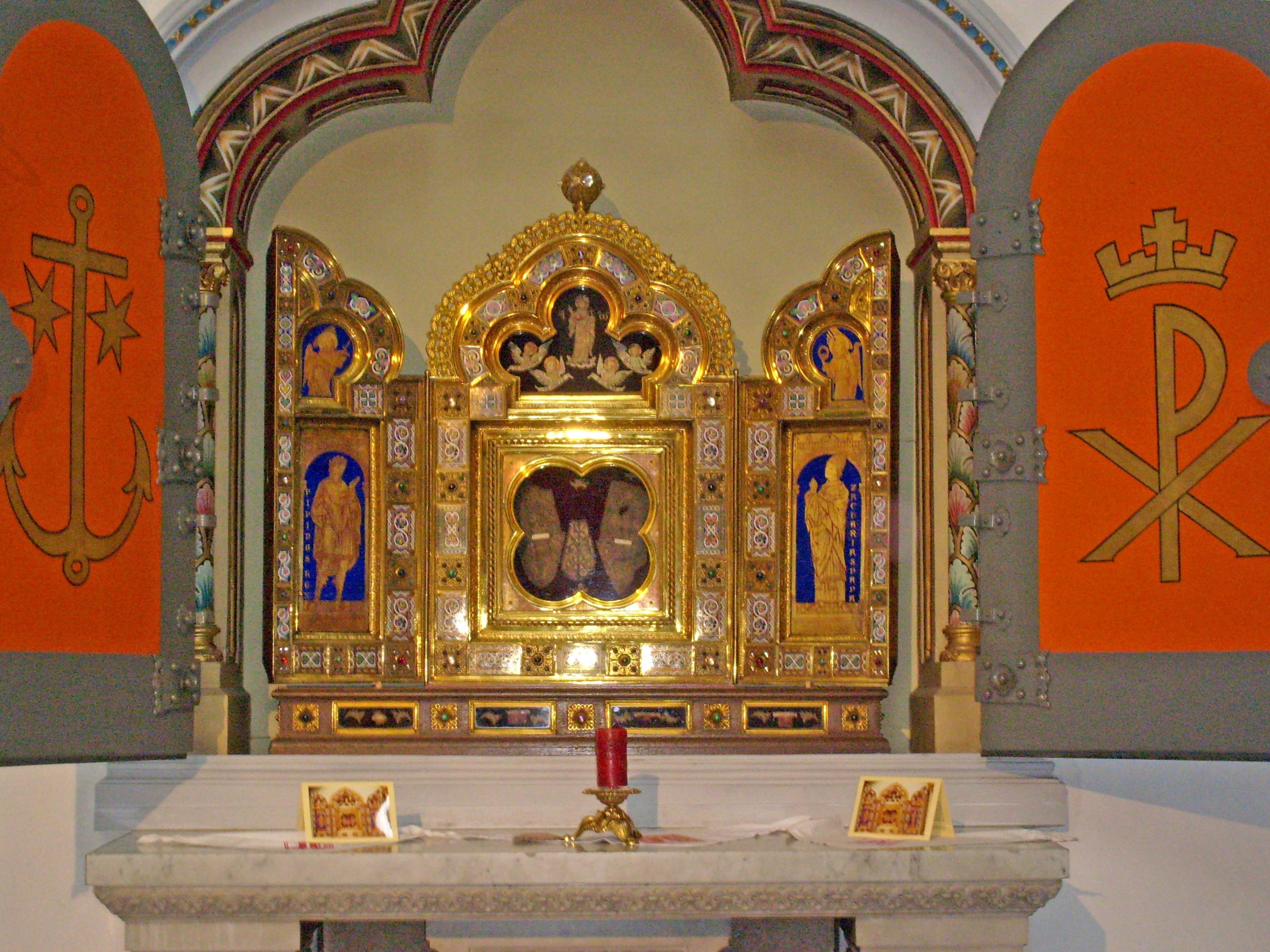
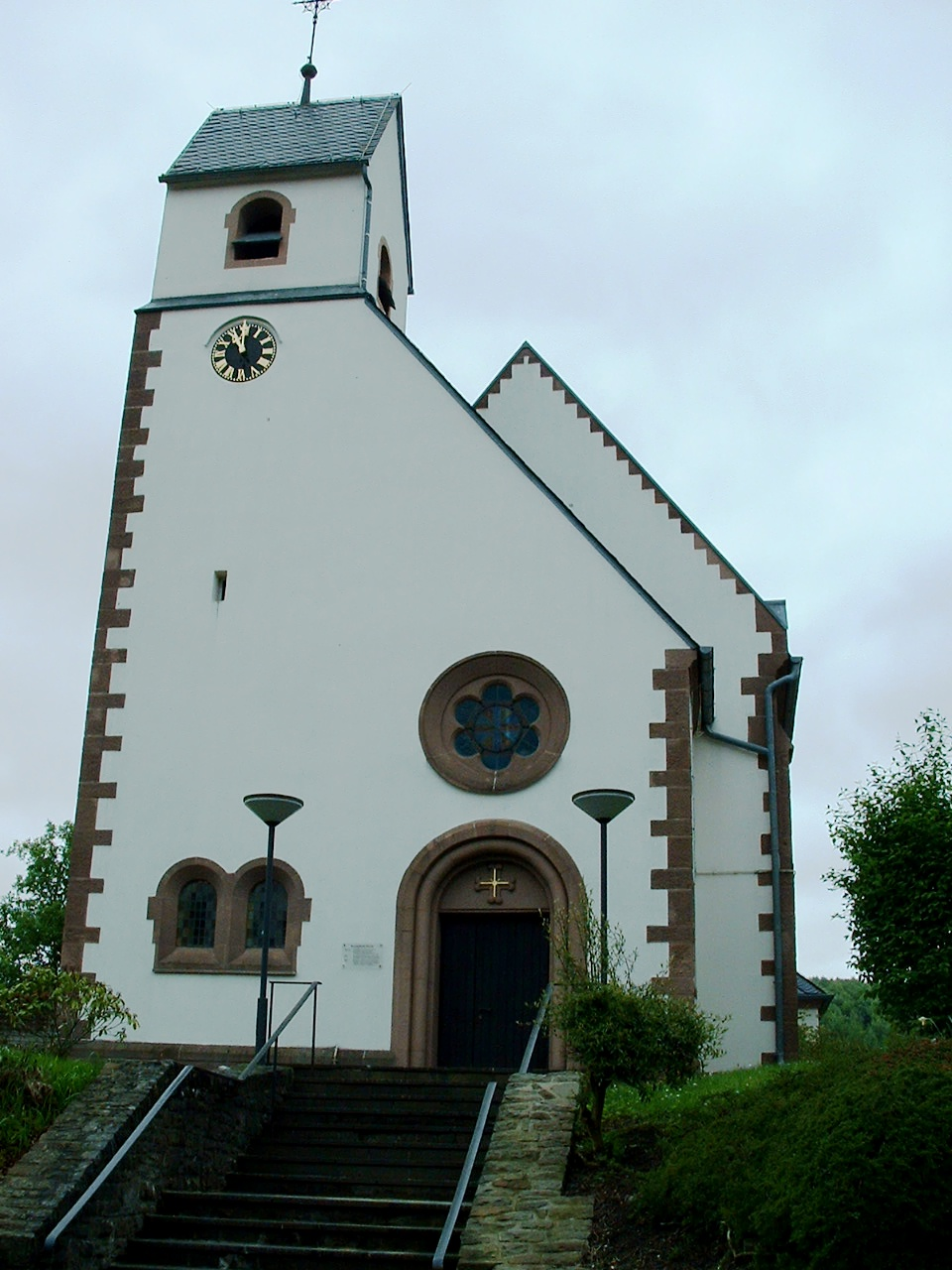
hochkant